# Angiopatia
Angiopatia é o termo genérico para uma doença dos vasos sangüíneos (artérias, veias e vasos capilares). A mais conhecida e a maioria das angiopatias é a angiopatia diabética, uma complicação que pode acontecer na diabete crônica.  

## Tipos
Há dois tipos de angiopatia: macroangiopatia e microangiopatia. 
- Na macroangiopatia, a gordura e o sangue se coagulam nos vasos sanguíneos grandes, aderindo às paredes do vaso e bloqueando o fluxo de sangue.

- Na microangiopatia, as paredes dos vasos sanguíneos menores ficam tão grossas e fracas provocando hemorragias, vazando as proteínas e a velocidade do fluxo de sangue pelo corpo é reduzida. A diminuição de fluxo de sangue por estenose ou formação de coágulo prejudica o fluxo de oxigénio a células e tecidos biológicos (isquemia), conduzundo à morte (necrose e gangrena). Assim, tecidos que são muito sensíveis a níveis de oxigénio, como a retina, desenvolvem microangiopatia e podem causar cegueira (retinopatia). O dano causado nas células nervosas é característico de neuropatia periférica, e para as células renais, nefropatia diabética (síndrome de Kimmelstiel-Wilson).